# Viliame Volavola
Ratu Viliame Sovalatila Volavola, né en 1945 ou 1946 et mort le 23 septembre 2013, est un chef autochtone et homme politique fidjien.

## Biographie
Militaire de carrière, il atteint le grade de lieutenant-colonel dans les Forces militaires de la république des Fidji.
Candidat pour le parti de l'Association fidjienne, il est élu à la Chambre des représentants comme député de la circonscription ethnique autochtone de Suva lors des élections législatives fidjiennes de 1999. Bien que député d'arrière-ban de la majorité parlementaire du gouvernement Chaudhry, lorsque le coup d'État de mai 2000 renverse le gouvernement et prend en otage les ministres, il se range du côté des putschistes et de leur message raciste. Le lendemain du coup d'État, il accepte d'être nommé « ministre du développement urbain » dans le prétendu gouvernement mené par le putschiste George Speight, et qui n'exerce jamais le pouvoir.
Après l'échec du coup d'État, il est inculpé pour trahison. Il est reconnu coupable, et condamné en août 2004 à trois ans de prison. En décembre 2005 Qoriniasi Bale, ministre de la Justice dans le gouvernement ethno-nationaliste autochtone de Laisenia Qarase, le fait relâcher. 
En septembre 2013, à l'âge de 67 ans, il se noie en se baignant dans un cours d'eau de la province de Bua, sur l'île de Vanua Levu.